# 伍讓
伍讓（1536年—1609年），字子謙，號益斋，湖廣衡州府衡陽縣人，軍籍，明朝政治人物。

## 生平
嘉靖三十七年（1558年）戊午科湖廣鄉試第十四名舉人，萬曆二年（1574年）中式甲戌科會試第十八名，三甲第一百零七名進士。都察院觀政，授中书舍人，萬曆八年（1580年）升刑部主事，十年给假。十四年复除工部主事，十五年出为云南佥事，十六年四月调贵州提学佥事。
萬曆二十二年（1594年）三月復除广西佥事、府江兵备，四月升河南右参议兼佥事，兵备信陽，二十四年二月升江西按察司副使、整饬赣州兵备，同年照旧留用河南，轉贵州左参政，三十年九月告病乞致仕。著有《镜湘館集》。

## 家族
曾祖伍音；祖父伍相；父伍大鈞，典史。母朱氏；繼母袁氏。具慶下。